# Distylium stellare
Distylium stellare är en trollhasselart som beskrevs av Carl Ernst Otto Kuntze. Distylium stellare ingår i släktet Distylium och familjen trollhasselfamiljen. Inga underarter finns listade i Catalogue of Life.